# Drabiv (huyện)
Huyện Drabiv (tiếng Ukraina: Драбівський район, chuyển tự: Drabivs’kyi raion) là một huyện của tỉnh Cherkasy thuộc Ukraina. Huyện Drabiv có diện tích 1161 km², dân số theo điều tra dân số ngày 5 tháng 12 năm 2001 là 42635 người với mật độ 37 người/km2. Trung tâm huyện nằm ở Drabiv.